# Film in 1935
Dit artikel gaat over de film in het jaar 1935.

## Gebeurtenissen
- Judy Garland signeert een contract bij Metro-Goldwyn-Mayer.

## Succesvolste films
| Plaats | Titel                | Studio                      | Opbrengst      | Opbrengst  | Opbrengst           | Opbrengst |
| Plaats | Titel                | Studio                      | Internationaal | VS/Canada  | Verenigd Koninkrijk | Australië |
| ------ | -------------------- | --------------------------- | -------------- | ---------- | ------------------- | --------- |
| 1.     | Top Hat              | RKO Radio Pictures          |                | $3.000.000 |                     |           |
| 2.     | The Miracle Rider    | Mascot Pictures Corporation |                | $1.000.000 |                     |           |
| 3.     | Tumbling Tumbleweeds | Republic Pictures           |                | $1.000.000 |                     |           |
| 4.     | Westward Ho          | Republic Pictures           |                |            |                     |           |

## Academy Awards
8ste Oscaruitreiking:
- Beste Film: Mutiny on the Bounty (MGM)
- Beste Acteur: Victor McLaglen in The Informer
- Beste Actrice: Bette Davis in Dangerous
- Beste Regisseur: John Ford voor The Informer

## Lijst van films
- The 39 Steps
- The Adventures of Rex and Rinty
- After Office Hours
- Ah, Wilderness!
- Alibi Ike
- Alice Adams
- Anna Karenina
- Barbary Coast
- Becky Sharp
- The Big Broadcast of 1936
- Black Fury
- Bordertown
- Boys Will Be Boys
- Bride of Frankenstein
- Broadway Melody of 1936
- Captain Blood
- China Seas
- Crime and Punishment
- The Crusades
- Dangerous
- Dante's Inferno
- David Copperfield
- Enchanted April
- De familie van mijn vrouw
- Fientje Peters, poste restante
- G-Men
- The Gay Deception
- The Gilded Lily
- Gold Diggers of 1935
- I Live My Life
- The Informer
- The Irish in Us
- La Kermesse héroïque
- De kribbebijter
- Les Misérables
- Life Returns
- The Lives of a Bengal Lancer
- Love Me Forever
- A Midsummer Night's Dream
- The Miracle Rider
- Mississippi
- Music Is Magic
- Mutiny on the Bounty
- Het mysterie van de Mondscheinsonate
- Naughty Marietta
- The New Gulliver
- A Night at the Opera
- No More Ladies
- Op stap
- Peter Ibbetson
- Private Worlds
- Reckless
- Roberta
- Ruggles of Red Gap
- The Scoundrel
- Scrooge
- Suikerfreule
- Sylvia Scarlett
- A Tale of Two Cities
- Tit for Tat
- Toni
- Top Hat
- Triumph des Willens
- Tumbling Tumbleweeds
- 't Was één april
- Werewolf in London
- Westward Ho
- Who Killed Cock Robin?
- The Whole Town's Talking

## Geboren
| Datum                | Naam               | Beroep                                     |
| -------------------- | ------------------ | ------------------------------------------ |
| 1 januari            | Brian G. Hutton    | Acteur / regisseur                         |
| 8 januari († 1977)   | Elvis Presley      | Zanger / acteur                            |
| 9 januari († 2005)   | Bob Denver         | Acteur                                     |
| 6 februari           | Nadine Trintignant | Auteur / regisseur / producent / schrijver |
| 19 april († 2002)    | Dudley Moore       | Acteur / muzikant                          |
| 11 mei († 1995)      | Doug McClure       | Acteur                                     |
| 17 juli († 2019)     | Diahann Carroll    | Actrice / zangeres                         |
| 5 augustus († 2020)  | John Saxon         | Acteur                                     |
| 1 december           | Woody Allen        | Acteur / regisseur / schrijver / muzikant  |
| 14 december († 1991) | Lee Remick         | Actrice                                    |

## Overleden
| Datum       | Naam           | Leeftijd | Beroep             |
| ----------- | -------------- | -------- | ------------------ |
| 8 maart     | Ruan Lingyu    | 24       | Actrice            |
| 23 maart    | Florence Moore | 48 of 49 | Zangeres / Actrice |
| 4 mei       | Junior Durkin  | 19       | Acteur             |
| 15 augustus | Will Rogers    | 55       | Acteur             |

1870-1879 · 1880-1889 · 1890 · 1891 · 1892 · 1893 · 1894 · 1895 · 1896 · 1897 · 1898 · 1899 · 1900 · 1901 · 1902 · 1903 · 1904 · 1905 · 1906 · 1907 · 1908 · 1909 · 1910 · 1911 · 1912 · 1913 · 1914 · 1915 · 1916 · 1917 · 1918 · 1919 · 1920 · 1921 · 1922 · 1923 · 1924 · 1925 · 1926 · 1927 · 1928 · 1929 · 1930 · 1931 · 1932 · 1933 · 1934 · 1935 · 1936 · 1937 · 1938 · 1939 · 1940 · 1941 · 1942 · 1943 · 1944 · 1945 · 1946 · 1947 · 1948 · 1949 · 1950 · 1951 · 1952 · 1953 · 1954 · 1955 · 1956 · 1957 · 1958 · 1959 · 1960 · 1961 · 1962 · 1963 · 1964 · 1965 · 1966 · 1967 · 1968 · 1969 · 1970 · 1971 · 1972 · 1973 · 1974 · 1975 · 1976 · 1977 · 1978 · 1979 · 1980 · 1981 · 1982 · 1983 · 1984 · 1985 · 1986 · 1987 · 1988 · 1989 · 1990 · 1991 · 1992 · 1993 · 1994 · 1995 · 1996 · 1997 · 1998 · 1999 · 2000 · 2001 · 2002 · 2003 · 2004 · 2005 · 2006 · 2007 · 2008 · 2009 · 2010 · 2011 · 2012 · 2013 · 2014 · 2015 · 2016 · 2017 · 2018 · 2019 · 2020 · 2021 · 2022 · 2023 · 2024 · 2025